# Alli Paasikivi-stiftelsen
Alli Paasikivi-stiftelsen (finska: Alli Paasikiven säätiö) är en finländsk stiftelse med syfte att öka den sociala tryggheten i samhället och höja den materiella och mentala nivån i de finländska hemmen.
Stiftelsen, som var sitt säte i Helsingfors, grundades 1952 av V.J. Sukselainen, Yrjö Laine och Leo Kaprio, vilka donerade 100 000 mark som startkapital. Genom beslut av statsrådet överfördes detta år även den upplösta Lotta Svärd-organisationens medel, 75 miljoner gamla finska mark, till stiftelsen. Stiftelsen delar ut stipendier till såväl privatpersoner som organisationer som bedriver forsknings- och upplysningsarbete inom sektorerna befolkningspolitik, familjepolitik och bostadspolitik. Stiftelsens beskyddarinna, den dåvarande presidenthustrun Alli Paasikivi, var dess hedersordförande ända fram till sin död.